# Подгорци (Ормож)
Подгорци (словен. Podgorci) су насељено место у општини Ормож, Подравска регија, Словенија.

## Историја
До територијалне реорганизације у Словенији били су у саставу старе општине Ормож.

## Становништво
У попису становништва из 2011. године, Подгорци су имали 530 становника.
| Број становника према пописима | Број становника према пописима | Број становника према пописима |
| ------------------------------ | ------------------------------ | ------------------------------ |
| 1991                           | 2002                           | 2011                           |
| 504                            | 519                            | 530                            |

Напомена: Повећано за насеље Цветковски Врх које је укинуто.

## Галерија
- поглед на цркву
- ватрогасна станица